# ویلهلم اوتهوف
ویلهلم اوتهوف (آلمانی: Wilhelm Uhthoff؛ ۳۱ ژوئیه ۱۸۵۳ – ۲۱ مارس ۱۹۲۷) یک دانشمند و متخصص چشم‌پزشکی اهل آلمان بود.
او دانش‌آموختهٔ رشتهٔ پزشکی در دانشگاه هومبولت برلین بود و بعدها استاد رشتهٔ چشم‌پزشکی در دانشگاه ماربورگ و دانشگاه برسلاو شد.
تخصص در زمینهٔ مطالعه و شناخت اختلالات چشمی مرتبط با دستگاه عصبی مرکزی بود.
در سال ۱۸۹۰ میلادی او وضعیت را شرح داد که طی آن، به‌دنبال فعالیت بدنی، نابینایی موقت رخ می‌دهد و در صورتی ایجاد می‌شود که التهاب عصب بینایی وجود داشته باشد. این وضعیت امروزه با نام پدیده اوتهوف شناخته می‌شود و بعدها مشخص شد که علت به‌وجود آمدن آن، اختلال در تنظیم دمایی بدن و افزایش دماست.
وی همچنین در سال ۱۹۱۵ میلادی، شرح اولیه‌ای از سندرم فاستر کندی را منتشر کرد.